# 吴晓军
吴晓军（1966年1月—），男，汉族，江西泰和人，中华人民共和国政治人物，1986年5月加入中国共产党，1988年7月参加工作，研究生学历，经济学博士，是中共第二十届中央委员。曾任江西省工业和信息化委员会主任，江西省发展和改革委员会主任，江西省人民政府副省长，中共江西省委常委、南昌市委书记，中共青海省委副书记、省人民政府省长等职。现任中共青海省委书记，青海省人大常委会主任。

## 生平
吴晓军1988年毕业于江西大学经济系政治经济学专业。2010年6月，任江西省发展和改革委员会副主任；2013年4月，任江西省工业和信息化委员会主任。2014年10月至2017年11月，任江西省发展和改革委员会主任。2017年3月至2020年3月，任江西省人民政府副省长。2019年9月，任中共江西省委常委。2020年3月，任中共南昌市委书记。
2021年4月，任中共青海省委副书记。2022年3月，任青海省人民政府党组书记、副省长、代理省长。2022年5月28日，被选举为青海省人民政府省长。2024年12月31日，接替转赴广西任职的陈刚，担任中共青海省委书记，成为当前中国大陆最年轻的省委书记。
2025年1月4日辞去青海省省长一职，由罗东川接替任代理省长。同月23日，当选青海省人大常委会主任。